# شمولة
شمولة هي قرية في مقاطعة سردشت، إيران. يقدر عدد سكانها بـ 78 نسمة بحسب إحصاء 2016.